# Joseph Hooton Taylor mlajši
Joseph Hooton Taylor mlajši, ameriški astrofizik in astronom, * 29. marec 1941.
Taylor je leta 1993 skupaj s Hulsom prejel Nobelovo nagrado za fiziko »za odkritje nove vrste pulzarja, odkritju, ki je odprlo nove možnosti preučevanja gravitacije.«